# Francesc Colomer (actor)
Francesc Colomer (Francesc Colomer Estruch, Vich, provincia de Barcelona, 8 de junio de 1997) es un actor español. Ganó el Premio Goya al mejor actor revelación de 2010 en su XXV edición por su papel de Andreu en la película Pan negro.

## Filmografía
- Pan negro (largometraje) (2010)
- Barcelona, noche de verano (largometraje) (2013)
- 39+1 (serie de TV3) (2014)
- Vivir es fácil con los ojos cerrados (largometraje) (2013)
- Paraiso azul (cortometraje) (2018)
- Com si fos ahir (serie de TV]) (2019)
- La vampira de Barcelona (largometraje) (2020)
- Los visitados (largometraje) (2020)
- Beach house (largometraje) (2022)